# رون سميث (ممثل)
رون سميث (بالإنجليزية: Ron Clinton Smith)‏ هو ممثل أمريكي، ولد في 19 مارس 1951 بأتلانتا في الولايات المتحدة.

## وصلات خارجية
- رون سميث على موقع IMDb (الإنجليزية)
- رون سميث على موقع قاعدة بيانات الفيلم (الإنجليزية)